# 上錫羅霍濟

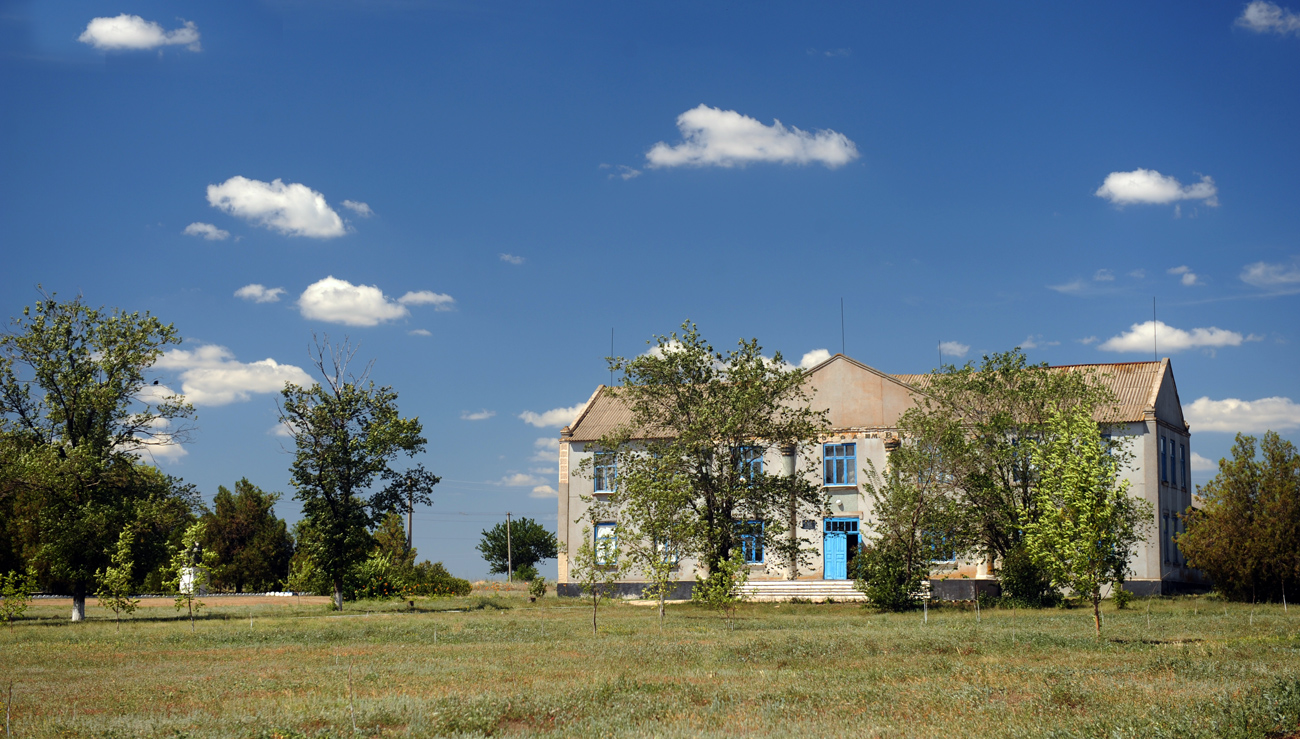
上錫羅霍濟

46°54′26″N 34°24′24″E / 46.90722°N 34.40667°E
上錫羅霍濟（羅馬化：Verkhni Sirohozy）是位於烏克蘭南部的村莊，由赫爾松州海尼切斯克區的下錫羅霍濟市鎮負責管轄。該村始建於1820年，面積80.8平方公里，海拔高度59米，2001年人口2,096，人口密度每平方公里26人。